# WWE Raw (joc video)
WWE Raw (cunoscut și ca WWF Raw) este un joc video de lupte și wrestling, lansat de THQ pentru  Microsoft Xbox și Microsoft Windows în 2002. Jocul poate fi jucat atât pe console, cât și pe PC. A stârnit reacții mixte, în joc putând debloca wrestleri, juca meciuri single, pe echipe, battle royals, I QUIT! sau hardcore, dar neexistând meciuri TLC, Steel Cage, Royal Rumble sau opțiunea de Season. WWE Raw PC are un roster învechit din 2001. (Acest joc este doar ,,demo" și nu poți acționa. Prinele meciuri sunt dezblocați doar The Rock și Kane (cel cu mască).

## Roster
- The Rock
- Stone Cold Steve Austin
- Jeff Hardy
- Matt Hardy
- Triple H
- Kurt Angle
- Kane
- Undertaker
- Edge
- Shane McMahon
- X-Pac
- William Regal
- Spike Dudley
- Stephanie McMahon
- Steve Blackman
- Tazz
- Tajiri
- Trish Stratus
- Test
- Rikishi
- Taka Michinoku
- Big Show
- Chris Benoit
- Al Snow
- Chris Jericho
- Albert
- Bradshaw
- Faarooq
- Billy Gunn
- Bubba Ray Dudley
- Christian
- Crash
- D-Von Dudley
- Eddie Guerrero
- Fred Durst
- Funaki
- Haku
- Hardcore Holly
- Ivory
- Vince McMahon
- Justin Credible
- K-Kwik
- Lita
- Rhyno
- Molly Holly
- Perry Saturn
- Raven
- John Cena